# 状元桥 (衡阳)
状元桥，位于湖南省衡阳市祁东县归阳镇，是湖南省文物保护单位。

## 历史沿革
状元桥始建于明弘治、正德年间，清同治年间重建。

## 名称传闻
相传新桥建成时，有一名新科状元路过。石匠对状元出上联“大桥刚合，从此通行，必吟诗作对，有所感，有所为。”状元对下联：“小生新中，尔后为官，当效国为民，不图名，不图利。”众人称妙，这座新桥就取名为“状元桥”。

## 建筑
状元桥长80米，宽8米，高10米，是一座五孔石拱桥。
桥身全由石灰岩大块石建成。桥上有亭子，两侧有栅栏。